# بالوكسافير ماربوكسيل
بالوكسافير ماربوكسيل دواء من صنع شركة شيونوجى اليابانية، لعلاج فيروس إنفلونزا أ و فيروس إنفلونزا ب خلال 24 ساعة. ويعمل الدواء بطريقة مختلفة عن أدوية الإنفلوانزا العادية، حيث يقوم بمنع انتشار الفيروس من الأساس عبر منع إنتاج الإنزيم الذي يحتاجه فيروس الإنفلونزا ليتضاعف. وحصل الدواء التجريبي على الرخصة الدولية التي تتيح له بدء التوزيع، فيما تعمل اليابان على تسريع عملية ترخيصه داخل البلاد المختلفة بعد الحصول على الموافقة الدولية، ومن المتوقع دخوله الأسواق في مارس 2019.